# Nymphon bunyipi
Nymphon bunyipi is een zeespin uit de familie Nymphonidae. De soort behoort tot het geslacht Nymphon. Nymphon bunyipi werd in 1963 voor het eerst wetenschappelijk beschreven door Clark. 